# اروین تالر
اروین تالر (آلمانی: Erwin Thaler؛ ۲۱ مهٔ ۱۹۳۰ – ۲۹ نوامبر ۲۰۰۱) از ورزشکاران و مدال‌آوران در بازی‌های المپیک زمستانی اهل اتریش بود.